# Championnat de la Martinique de football 2007-2008
Navigation
Saison précédente Saison suivante
La saison 2007-2008 du Championnat de la Martinique de football est la quatre-vingt-neuvième édition de la première division en Martinique, nommée Régionale 1. Les quatorze formations de l'élite sont réunies au sein d'une poule unique où elles s'affrontent deux fois au cours de la saison. Les quatre derniers du classement sont relégués et remplacés par les quatre meilleurs clubs de Régionale 2 à l'issue de la saison.
C'est le Racing Club de Rivière-Pilote qui met un terme au règne du Club franciscain, champion depuis 1999, en terminant en tête du classement final, devant la Samaritaine de Sainte-Marie et le Club franciscain. Il s’agit du troisième titre de champion de Martinique de l'histoire du club.

## Qualifications régionales
Les quatre premiers du championnat se qualifient pour la Ligue Antilles 2008-2009.

## Les clubs participants
- Club franciscain
- Club sportif Case-Pilote
- RC Saint-Joseph
- Union sportive du Robert - Promu de Régionale 2
- Samaritaine de Sainte-Marie
- Racing Club de Rivière-Pilote
- Aiglon du Lamentin
- L'Essor-Préchotain - Promu de Régionale 2
- Golden Star de Fort-de-France
- Réveil Sportif Gros-Morne
- New Club Petit-Bourg - Promu de Régionale 2
- Club Peléen
- Good Luck de Fort-de-France
- Stade Spiritain - Promu de Régionale 2

## Compétition
Le barème de points servant à établir le classement se décompose ainsi :
- Victoire : 3 points
- Match nul : 2 points
- Défaite : 1 point

### Classement
| Rang | Équipe                        | Pts | J  | G  | N  | P  | Bp | Bc | Diff |
| ---- | ----------------------------- | --- | -- | -- | -- | -- | -- | -- | ---- |
| 1    | Racing Club de Rivière-Pilote | 68  | 26 | 18 | 6  | 2  | 52 | 14 | +38  |
| 2    | Samaritaine de Sainte-Marie   | 65  | 26 | 17 | 5  | 4  | 63 | 27 | +36  |
| 3    | Club franciscain'T'C          | 60  | 26 | 15 | 4  | 7  | 44 | 24 | +20  |
| 4    | Réveil Sportif Gros-Morne     | 59  | 26 | 13 | 7  | 6  | 47 | 31 | +16  |
| 5    | Aiglon du Lamentin            | 55  | 26 | 10 | 9  | 7  | 40 | 27 | +13  |
| 6    | New Club Petit-BourgP         | 55  | 26 | 9  | 11 | 6  | 33 | 29 | +4   |
| 7    | Golden Star de Fort-de-France | 53  | 26 | 7  | 13 | 6  | 21 | 15 | +6   |
| 8    | L'Essor-PréchotainP           | 51  | 26 | 8  | 9  | 9  | 38 | 32 | +6   |
| 9    | Club sportif Case-Pilote      | 51  | 26 | 10 | 5  | 11 | 27 | 35 | -8   |
| 10   | Union sportive du RobertP     | 50  | 26 | 5  | 14 | 7  | 23 | 28 | -5   |
| 11   | Club Peléen                   | 48  | 26 | 8  | 6  | 12 | 34 | 46 | -12  |
| 12   | RC Saint-Joseph               | 40  | 26 | 5  | 4  | 17 | 16 | 50 | -34  |
| 13   | Stade SpiritainP              | 39  | 26 | 3  | 7  | 16 | 19 | 65 | -46  |
| 14   | Good Luck de Fort-de-France   | 34  | 26 | 2  | 4  | 20 | 17 | 51 | -34  |

|  | Qualification pour la Ligue Antilles 2008-2009                                          |
|  | Relégation en deuxième division                                                         |
|  | T : Tenant du titre C : Vainqueur de la Coupe de la Martinique P : Promu de Régionale 2 |

## Bilan de la saison
| Championnat de la Martinique de football 2007-2008 |                                          |
| Champion                                           | Racing Club de Rivière-Pilote (3e titre) |
| Coupes et trophées                                 |                                          |
| Vainqueur de la Coupe de la Martinique 2007-2008   | Club franciscain                         |
| Qualifications continentales                       |                                          |
| Ligue Antilles 2008-2009                           | Racing Club de Rivière-Pilote            |
| Ligue Antilles 2008-2009                           | Samaritaine de Sainte-Marie              |
| Ligue Antilles 2008-2009                           | Club franciscain                         |
| Ligue Antilles 2008-2009                           | Réveil Sportif Gros-Morne                |
| Promotions et relégations                          |                                          |
| Promus en Régionale 1                              | Emulation Schoelcher                     |
| Promus en Régionale 1                              | AC Vert-Pré                              |
| Promus en Régionale 1                              | US Diamantinoise                         |
| Promus en Régionale 1                              | Anses d'Arlet FC                         |
| Relégués en Régionale 2                            | Club Peléen                              |
| Relégués en Régionale 2                            | RC Saint-Joseph                          |
| Relégués en Régionale 2                            | Stade Spiritain                          |
| Relégués en Régionale 2                            | Good Luck de Fort-de-France              |